# Wszołów
Wszołów – wieś w Polsce, położona w województwie wielkopolskim, w powiecie pleszewskim, w gminie Gołuchów.
| SIMC    | Nazwa  | Rodzaj    |
| ------- | ------ | --------- |
| 0198580 | Ordzin | część wsi |

W latach 1975–1998 miejscowość administracyjnie należała do województwa kaliskiego.